# Гулд, Гордон
Гордон Гулд (17 июля 1920, Манхэттен, Нью-Йорк — 16 сентября 2005, Манхэттен, Нью-Йорк) — американский физик, которому широко приписывается изобретение лазера. Наиболее известен своей тридцатилетней патентной борьбой с США из-за лазера и связанных с ним технологий. Также боролся с производителями лазеров, нарушавшими его патенты.

## Ранние годы
Родился в Нью-Йорке, был старшим из трех сыновей. Его отец был основателем и главным редактором Scholastic Magazine Publications. Вырос в одном из пригородов Нью-Йорка, учился в местной школе. Получил степень бакалавра области физики в Юнион-колледже, где он стал членом братства Sigma Chi. Получил степень магистра в области оптики и спектроскопии в Йельском университете. 
С марта 1944 года по январь 1945 года работал на Манхэттенский проект, но был уволен как член Коммунистической политической ассоциации. в 1949 году поступил в Колумбийский университет, чтобы работать над докторской диссертацией в области оптической и микроволновой спектроскопии. Его научным руководителем был лауреат Нобелевской премии Поликарп Куш. 
В 1956 году Гулд предложил использовать оптическую накачку для создания инверсной населённости в среде и обсуждал эту идею с изобретателем мазера Чарльзом Таунсом, который получил Нобелевскую премию в 1964 году за свою работу над мазером и лазером. Таунс дал Гулду совет, как получить патент на его инновацию, и согласился выступить в качестве свидетеля.
Гулд первым предложил использовать термин лазер (англ. laser), представляющий собой акроним от английского Light Amplification by Stimulated Emission of Radiation, что в переводе означает усиление света посредством вынужденного излучения. Публичное представление предложенного названия состоялось ещё до создания Т. Майманом первого реально работающего лазера (1960) на конференции в 1959 году и вскоре стало общепринятым.

## Выборы в Зал славы и смерть
Хотя его роль в фактическом изобретении лазера оспаривалась в течение десятилетий, Гулд был избран членом Национального зала славы изобретателей в 1991 году.
Гулд умер 16 сентября 2005 года.